# David Oppenheimer (Rabbiner)

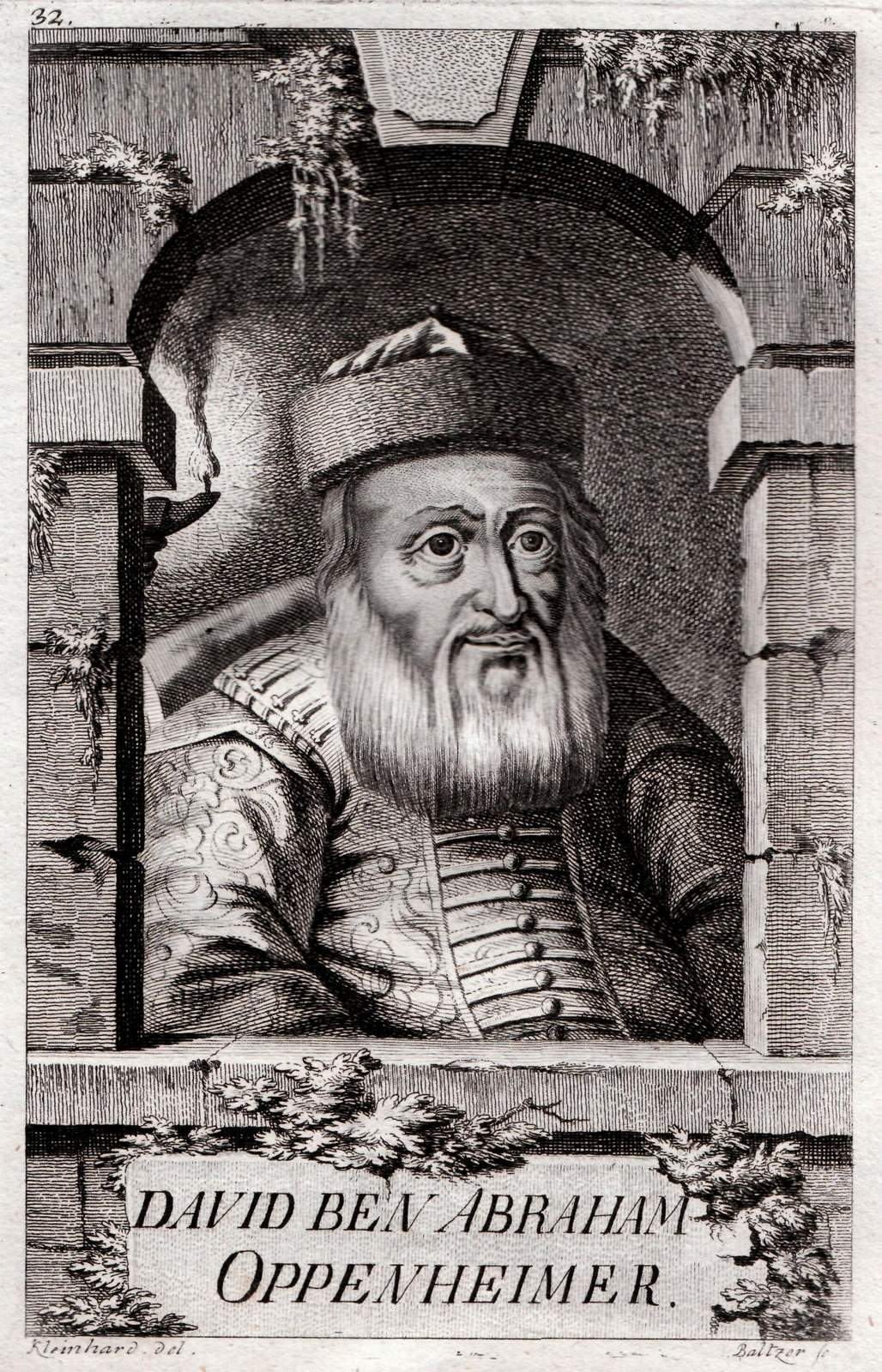
David ben Abraham Oppenheimer
Kupferstich von Johann Balzer (1772)

David ben Abraham Oppenheimer (Juni 1664 in Worms – 12. September 1736 in Prag) war Oberrabbiner von Prag, Landesrabbiner von Mähren und Böhmen und ein jüdischer Schriftgelehrter.

## Leben
David Oppenheimer kam in Worms als Sohn eines vermögenden Mannes zur Welt. In seiner Jugend war er Schüler des Rabbiners Gerson Ulif in Metz, dessen literarischen Nachlass er veröffentlichte. Seit 1686 war er Rabbiner und wurde 1690 mit 26 Jahren zum Rabbiner von Mähren gewählt. 1702 berief man ihn zum Oberrabbiner von Prag. Mit Kaiserlichem Dekret wurde er 1718 zum Landesrabbiner von Mähren und Böhmen erhoben.
Er war belesen und schrieb verschiedene Werke, Auslegungen der Bibel, Kommentare zum Talmud und Rechtsgutachten. Eine besondere Bedeutung hatte er als Bibliophiler und Mäzen der jüdischen Literatur. Fast alle der zahlreichen Werke des 18. Jahrhunderts auf diesem Gebiet versah er mit empfehlenden Druckerlaubnissen und unterstützte deren Autoren bei den Druckkosten.
Mit seinem großen Reichtum legte er eine umfassende Bibliothek an, die bald zur größten Sammlung alter hebräischer Handschriften und Drucke in Böhmen anwuchs. Zu diesem Zwecke nutzte er die Geschäftsverbindungen, die das große Oppenheimer Geschäftshaus in Wien unterhielt, sandte viele Einkäufer aus, zahlte für Bücher, die er noch nicht besaß, die höchsten Preise und soll sogar Besitzern, die ihm ihre Bücher nicht verkaufen wollten, mit dem Banne gedroht haben.
Da er die Zensur in Österreich fürchtete, die nach allem Nichtchristlichen fahndete, ließ er die Bibliothek nach Hannover bringen, wo sein Schwiegervater lebte, der Hoffaktor Cohen. Nach dem Tode Oppenheimers wollte man die 7.000 Bücher und 1.000 Handschriften gewinnbringend verkaufen, doch der Kaufpreis von 60.000 Talern schreckte alle Kaufleute ab, so dass sie bis 1826 in Kisten verpackt blieben. Erst 1829 wurden sie für 9.000 Taler an die Bibliothek von Oxford verkauft, wo sie sich heute noch als Bestandteil der Bodleiana befinden.
Sein Grab befindet sich auf dem Alten Jüdischen Friedhof in Prag/Josefstadt zwischen der Klausen- und der Altneu-Synagoge. Sein Grabstein wurde 1978 restauriert.